# Łąki (Beskid Wyspowy)
Łąki – polana na zachodnich stokach Jasienia w Beskidzie Wyspowym. Ma postać dwóch równi na jego grzbiecie oraz stromego stoku pomiędzy tymi równiami. Górna rówień znajduje się na wysokości około 1000 m n.p.m., dolna część ok. 960 m n.p.m. Na równiach tych dawniej były łąki i zapewne od tego pochodzi nazwa polany. Obecnie są w dużym stopniu zarośnięte lasem, bezleśny jest jeszcze stromy stok między nimi.
Nazwę polany podaje mapa Geoportalu. Na mapach turystycznych polana jest zaznaczana, w przewodnikach turystycznych jest wzmiankowana, jednak nie podawana jest jej nazwa. Dawniej, gdy miejscowości na Podhalu były przeludnione, polana była intensywnie użytkowana rolniczo. Od dawna jednak nie jest już użytkowana i stopniowo zarasta lasem. Rozciągają się z niej rozległe widoki na wszystkie strony z wyjątkiem południowej (z tej strony widoki przesłania las). Latem dojrzewają na niej duże ilości borówek, często zbieranych przez miejscową ludność. Pod polaną Łąki na (płn) zboczu Jasienia bierze swe źródła rzeka Łososina. Polana leży na terenie wsi Półrzeczki w województwie małopolskim, w powiecie limanowskim, w gminie Dobra.

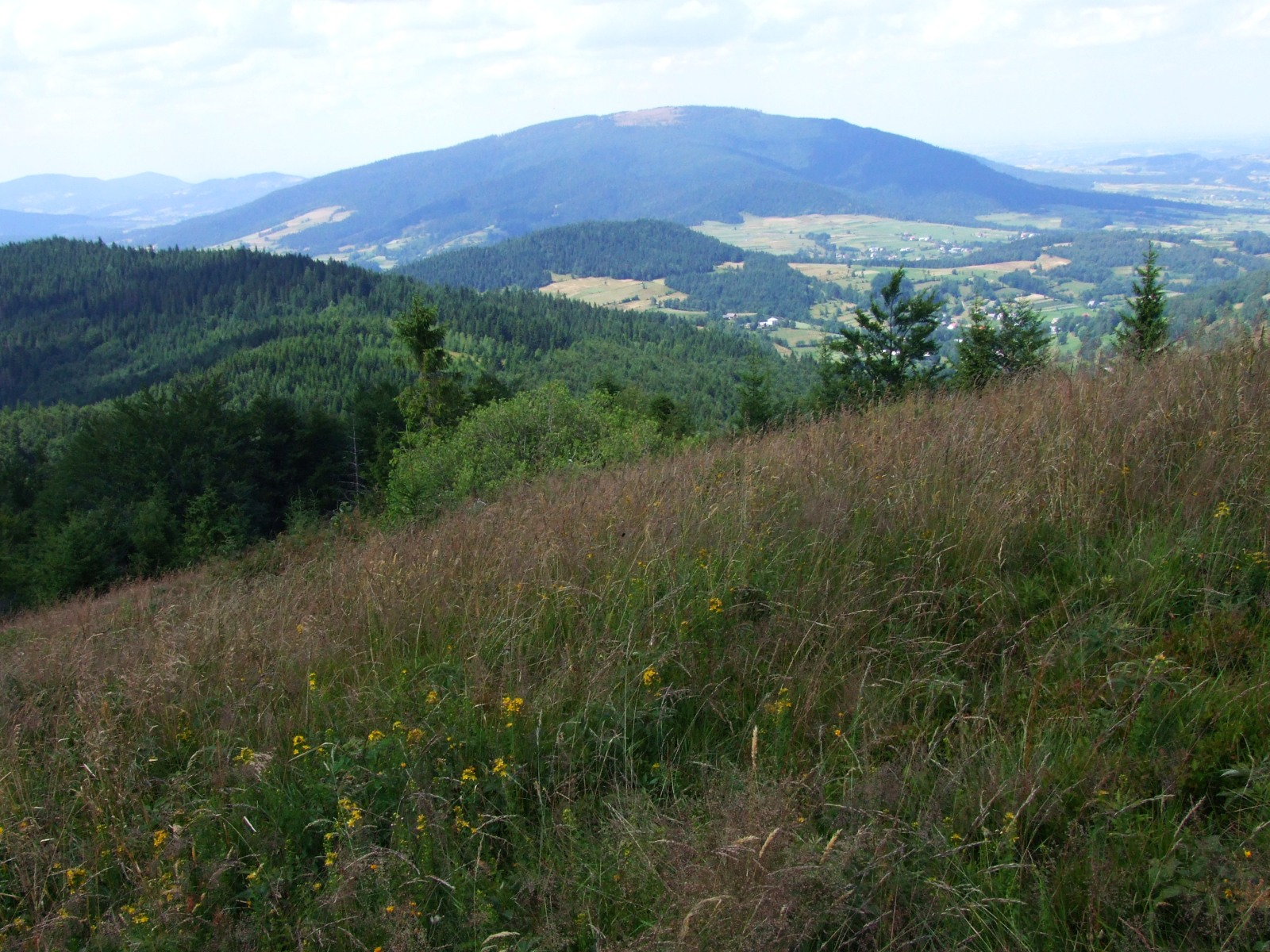
Polana Łąki i widok na Ćwilin

## Szlak turystyki pieszej
Mszana Dolna – Ogorzała – Kiczora – Jasień. 5:30 h (↓ 4:45 h).